# Ähren-Läusekraut
Das Ähren-Läusekraut (Pedicularis rostratospicata), auch als Fleischrotes Läusekraut genannt, ist eine Pflanzenart der Gattung Läusekraut (Pedicularis) in der Familie der Sommerwurzgewächse (Orobanchaceae).

## Beschreibung

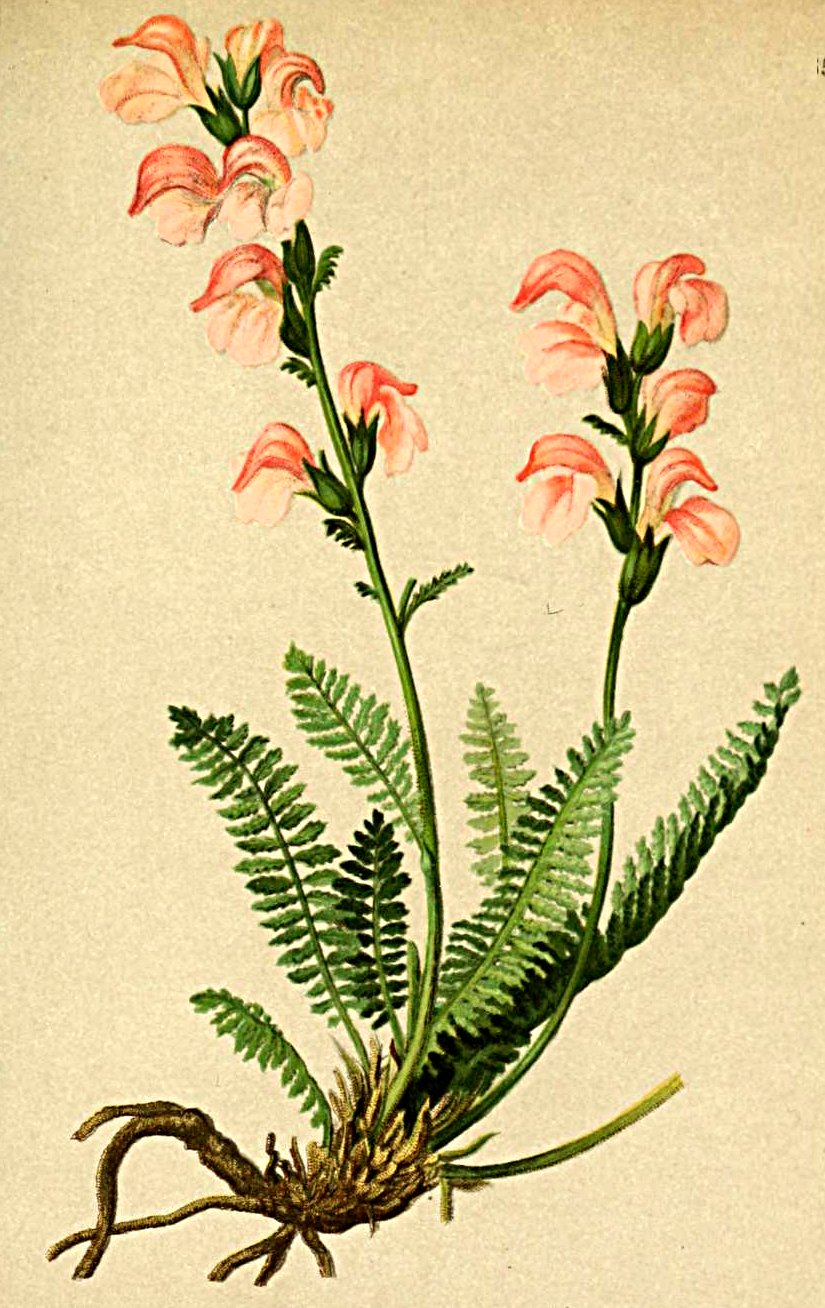
Illustration aus Atlas der Alpenflora

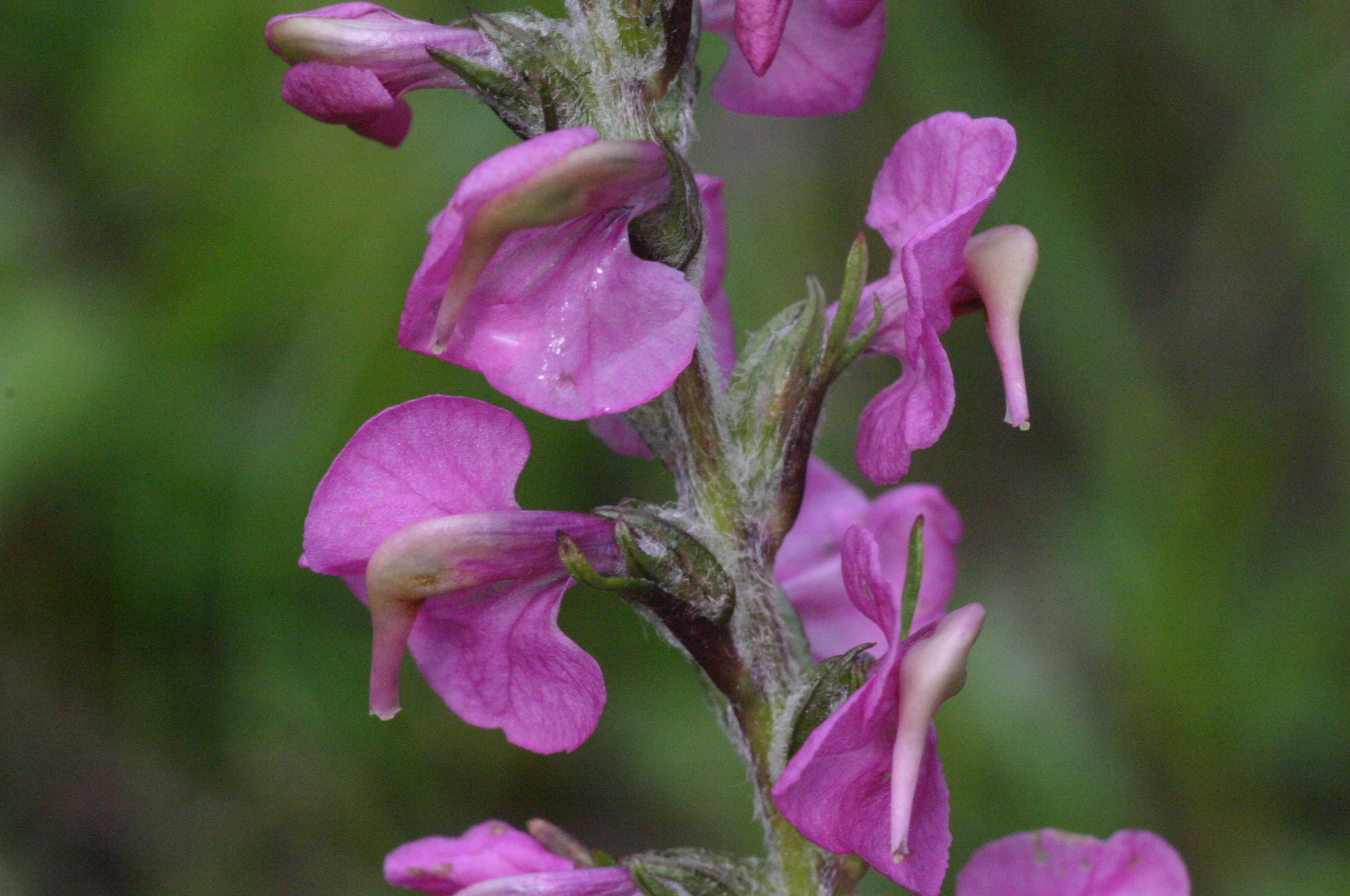
Ausschnitt eines Blütenstandes mit zygomorphen Blüten des Österreichischen Ähren-Läusekrautes (Pedicularis rostratospicata subsp. rostratospicata)

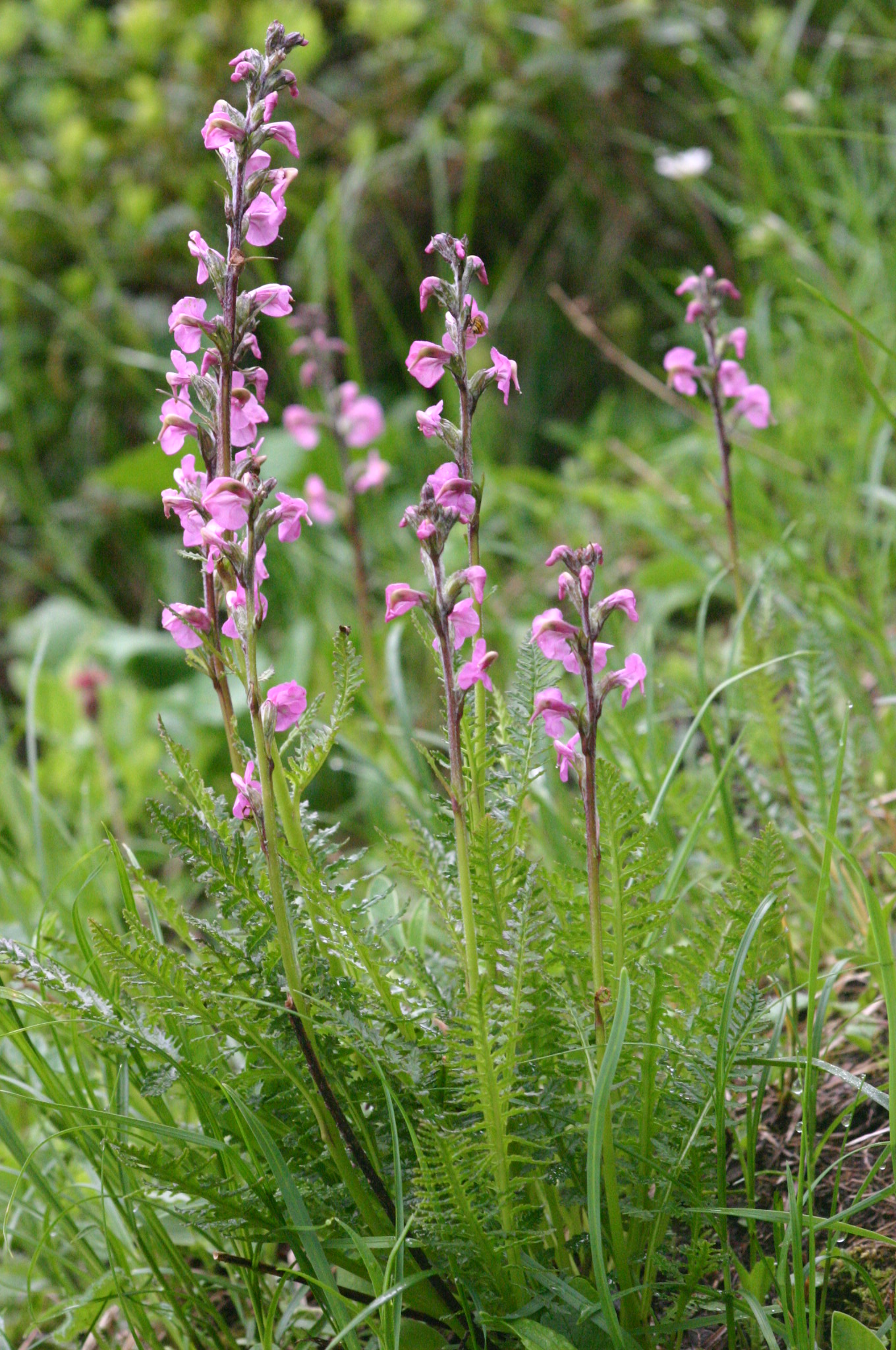
Habitus, Laubblätter und Blütenstände des Österreichischen Ähren-Läusekrautes (Pedicularis rostratospicata subsp. rostratospicata)

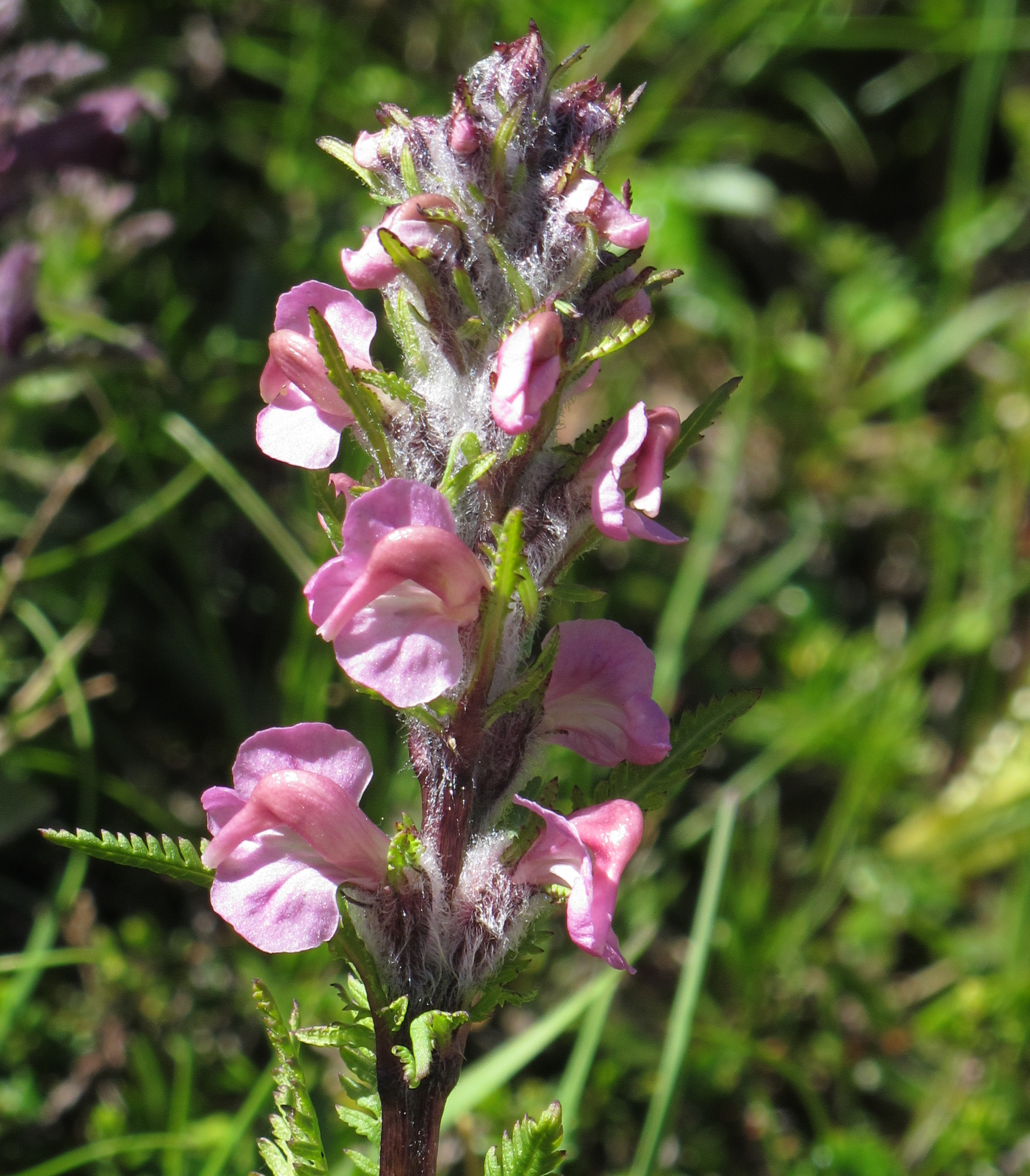
Blütenstand des Schweizer Ähren-Läusekrautes (Pedicularis rostratospicata subsp. helvetica)

### Vegetative Merkmale
Das Ähren-Läusekraut wächst als sommergrüne, ausdauernde krautige Pflanze und erreicht Wuchshöhen von 18 bis 40 Zentimetern. Am aufrechten, behaarten Stängel sind mehrere Blätter vorhanden. Die gefiederten Laubblätter besitzen gesägte Fiedern.

### Generative Merkmale
Die Blütezeit reicht von Juli bis August. Der relativ kurze ährenförmige, traubige Blütenstand ist viel länger als breit und enthält 8 bis 15 Blüten. Die zwittrigen Blüten sind zygomorph mit doppelter Blütenhülle. Die laubblattartigen Kelchzipfel können je nach Unterart ganzrandig oder gekerbt bis gezähnt sein. Je nach Unterart ist der Kelch spinnwebig behaart oder wollig behaart. Die fleischrosa- bis purpurfarbenen Kronblätter sind verwachsen. Die Krone ist 11 bis 16 Millimeter lang und ist stark zweilippig. Die Oberlippe ist meist lang geschnäbelt, ohne deutliche Kronzähne.
Die lokulizide Kapselfrucht enthält viele Samen.
Die Chromosomenzahl beträgt x = 8; es liegt Diploidie vor mit einer Chromosomenzahl 2n = 16.

## Ökologie
Beim Ähren-Läusekraut handelt es sich um einen helomorphen Hemikryptophyten. Wie alle Läusekraut-Arten ist auch diese Art ein Halbschmarotzer (Hemiparasit), der mit Saugorganen (Haustorien) den Wurzeln von Wirtspflanzen Wasser und Nährsalze entzieht.
Blütenökologisch handelt es sich um „Eigentliche Lippenblumen“ mit Nektar als Belohnung. Die typischen Bestäuber sind Hummeln (Entomophilie). Bei ausbleibender Fremdbestäubung erfolgt Selbstbestäubung.
Diasporen sind die Samen.

## Vorkommen
Das Ähren-Läusekraut kommt in den Alpen von Frankreich, der Schweiz, Deutschland, Österreich, Italien und Slowenien vor.
Standorte sind Kalkmagerrasen, Rostseggenrasen und steinige Weiden. Sie gedeiht am besten auf frischen, kalkreichen, humosen, steinigen Lehmböden. Sie ist eine Charakterart des Verbands Caricion ferrugineae.

## Systematik
Die Erstveröffentlichung von Pedicularis rostrato-spicata erfolgte 1769 durch Heinrich Johann Nepomuk von Crantz. Ein Synonym für Pedicularis rostratospicata Crantz ist Pedicularis incarnata Jacq. nom. illeg.
Von der Art Pedicularis rostratospicata gibt es zwei Unterarten:
- Österreichisches Ähren-Läusekraut (Pedicularis rostratospicata Crantz subsp. rostratospicata): Mit spinnwebig behaarten Deckblättern und Kelchzähnen; Kelchzähne auch der unteren Blüten ganzrandig. Ostalpisch verbreitet; kommt vor in Deutschland, der Schweiz, Österreich, Italien und Slowenien.[6]
- Schweizer Ähren-Läusekraut (Pedicularis rostratospicata subsp. helvetica (Steininger) O.Schwarz): Die Deckblätter und der Kelch sind dicht grau- bis gelblich bis weiß-zottig behaart. Die Kelchzähne, auch der unteren Blüten, sind mehr oder weniger deutlich gesägt. Mittel- und Westalpisch verbreitet[5]; sie kommt vor in Frankreich, der Schweiz, Österreich und Italien.[6]